# Bofokoele
Bofokoele is een dorp in Sipaliwini in Suriname. Het ligt aan de linkeroever van de Boven-Surinamerivier.
Het is vanaf Pokigron (Atjoni) over het water te bereiken, bij hoog water in circa 4 uur en bij laag water in meer dan een dag. Stroomopwaarts ligt Djoemoe met aanpalend Djoemoe Airstrip (aan de rechteroever), en Sola en Goddo (beide aan de linkeroever).
Aan het eind van de jaren 1980 waren de leraren als gevolg van de Binnenlandse Oorlog gevlucht en was er geen lagere school meer in Bofokoele. Aan Bahai-gemeenschap werd gevraagd een school in het dorp te stichten. Deze werd opgezet en ontwikkelde zich in twintig jaar tijd tot een gebouw met meerdere klaslokalen en woningen voor leerkrachten. In 2013 werd het eigendom van de school overgedragen aan het ministerie van Onderwijs (MINOV), waarna het verderging als Openbare School (OS).
In maart 2021 kreeg minister David Abiamofo van Natuurlijke Hulpbronnen groen licht van het traditionele gezag om een groot zonne-energieproject op te zetten in Botopasi dat ten goede komt aan een groot aantal dorpen langs de rivier, waaronder Bofokoele.
Abenaston · Adawai · Akisiaman · Akwaukondre · Amakakondre · Asenbaso · Asidonhopo · Aurora · 
Begoeba · Begoon · Bekiokondre · Bendikwai · Bendiwata · Biudoematoe  · Bofokoele · Botopasi ·
Dan · Dangogo · Daume · Debikè · Deboo · Djemongo · Djoemoe · Duwatra ·
Foetoenakaba · Gingiston · Goddo · Godowatra · Goejaba · Gran Slee · Grantatai · Gunsi ·
Heikoenoenoe · Jawjaw ·
Kaajapati · Kajana · Kambaloea · Kampoe · Koonoo · Kuututen ·
Ladouanie · Lespansi · Ligorio · Malobi · Malroseekondre · Masiakriki · Moitori ·
Nazaleti · Nieuw-Aurora · Padalafanti · Pambo Oko · Pikin Slee · Pingpe · Pokigron ·
Saloebanga · Semoisi · Soolan · Stonhoekoe · Tjaikondre · Toemaripa · Toetoeboeka